# Лавал (Квебек)
Лавал (фр. Laval) је град у Канади у покрајини Квебек. Према резултатима пописа 2011. у граду је живело 401.553 становника.

## Становништво
Према резултатима пописа становништва из 2011. у граду је живело 401.553 становника, што је за 8,9% више у односу на попис из 2006. када је регистровано 368.709 житеља.
| 2006.   | 2011.   |
| ------- | ------- |
| 368.709 | 401.553 |